# Williston (Tennessee)
Williston è un comune degli Stati Uniti d'America, situato nello Stato del Tennessee, nella Contea di Fayette.